# CHEERS!TOKYO
「CHEERS! TOKYO」（チアーズ！トーキョー）は、1992年10月21日に発売された崎谷健次郎の通算14枚目のシングル。「LADY IN LOVE」（レイディ・イン・ラヴ）をカップリングに収録している 。

## 解説
- プロデュースは、崎谷健次郎。
- CDジャケットは、崎谷が右手と左足を上げてジャンプした動的状態の写真を初めて採用している[2]。表面はアイボリーを背景にコバルト・ブルーとファイヤー・レッドでタイトルを明瞭に配し、裏面は淡いゴールドの背景に斜に構えた黒シャツの精悍な崎谷が映し出されている。

アート・ディレクションは、奥村靫正。デザインは、栗林和生、水谷健。THE STUDIO TOKYO JAPAN,Ink.が前作に続いて担当している。フォトグラフィは、鍋島成泰。スタイリストは、直井政信。ヘア＆メイクアップは、カモマサヒサである。
1. CHEERS! TOKYO
  - 1990年代のバブル経済最中の東京、開発前のお台場から見える東京タワーを歌っている。
  - 1992年9月11日、軽井沢プリンスホテルで開催されたライヴ”ANOTHER SCENE IN KARUIZAWA vol.2”において、発売に先駆けて披露された[3]。
  - オリジナルアルバム未収録曲。
  - 3rd.ベストアルバム『崎谷健次郎 BEST COLLECTION』に収録している。
  - コンピュータープログラミング・キーボード：崎谷健次郎
  - シンセ・オペレーター：崎谷健次郎・北城浩志
2. LADY IN LOVE
  - 6th.アルバム『BOTANY OF LOVE』収録曲で、シングルリカットされた。
  - コンピュータープログラミング・キーボード：崎谷健次郎
  - シンセ・オペレーター：崎谷健次郎・北城浩志
  - エレクトリック・ギター：鳥山雄司
  - ハモンド・オルガン：武部聡志
  - コーラス：崎谷健次郎・白石江利香

## 収録曲
1. CHEERS! TOKYO
作詞 / 作曲 / 編曲：崎谷健次郎
2. LADY IN LOVE
作詞 / 作曲 / 編曲：崎谷健次郎
3. CHEERS! TOKYO(original karaoke)
作曲 / 編曲：崎谷健次郎